# Saint-Avit-Saint-Nazaire
Saint-Avit-Saint-Nazaire település Franciaországban, Gironde megyében. Lakosainak száma 1484 fő (2022. január 1.). Saint-Avit-Saint-Nazaire Le Fleix, Gardonne, Port-Sainte-Foy-et-Ponchapt, Razac-de-Saussignac, Saint-Pierre-d’Eyraud, Pineuilh és Saint-Philippe-du-Seignal községekkel határos.

## Népesség
A település népessége az elmúlt években az alábbi módon változott:
| Lakosok száma | 867  | 1203 | 1278 | 1457 | 1490 | 1484 | 1469 | 1478 | 1485 | 1484 |
|               | 1968 | 1982 | 1990 | 2006 | 2013 | 2015 | 2017 | 2019 | 2020 | 2022 |